# Кулсум Наваз
Бегум Кулсум Наваз Шариф (29 березня 1948 , Лахор  — 11 вересня 2018 , Лондон ) — пакистанський політик, який була першою леді Пакистану три терміни поспіль; з 1990 по 1993, 1997—1999 і потім з 2013 по 2017 роки. Президент Пакистанської мусульманської ліги (Наваз; 1999—2002).

## Раннє та особисте життя
Кулсум народилася 29 березня 1948 року в Лахорі в панджабській сім'ї. За іншими даними, вона народилася 22 березня 1948 року в родині Хафіза Батта.
Вона відвідувала Ісламський коледж і закінчила християнський коледж Форман в Лахорі. У 1970 році отримала ступінь магістра мовою урду в Університеті Пенджабу. Також отримала освітній ступінь магістра з урду в Університеті Пенджабу в 1970 році.
У Кулсум були дві сестри та брат. По материнській лінії вона була онукою борця Великого Гами. У квітні 1970 року вона вийшла заміж за Наваза Шарифа, триразового прем'єр-міністра Пакистану. У пари народилося четверо дітей: Мар'ям, Асма, Хасан і Хусейн.

## Кар'єра

### Дружина прем'єр-міністра Пакистану

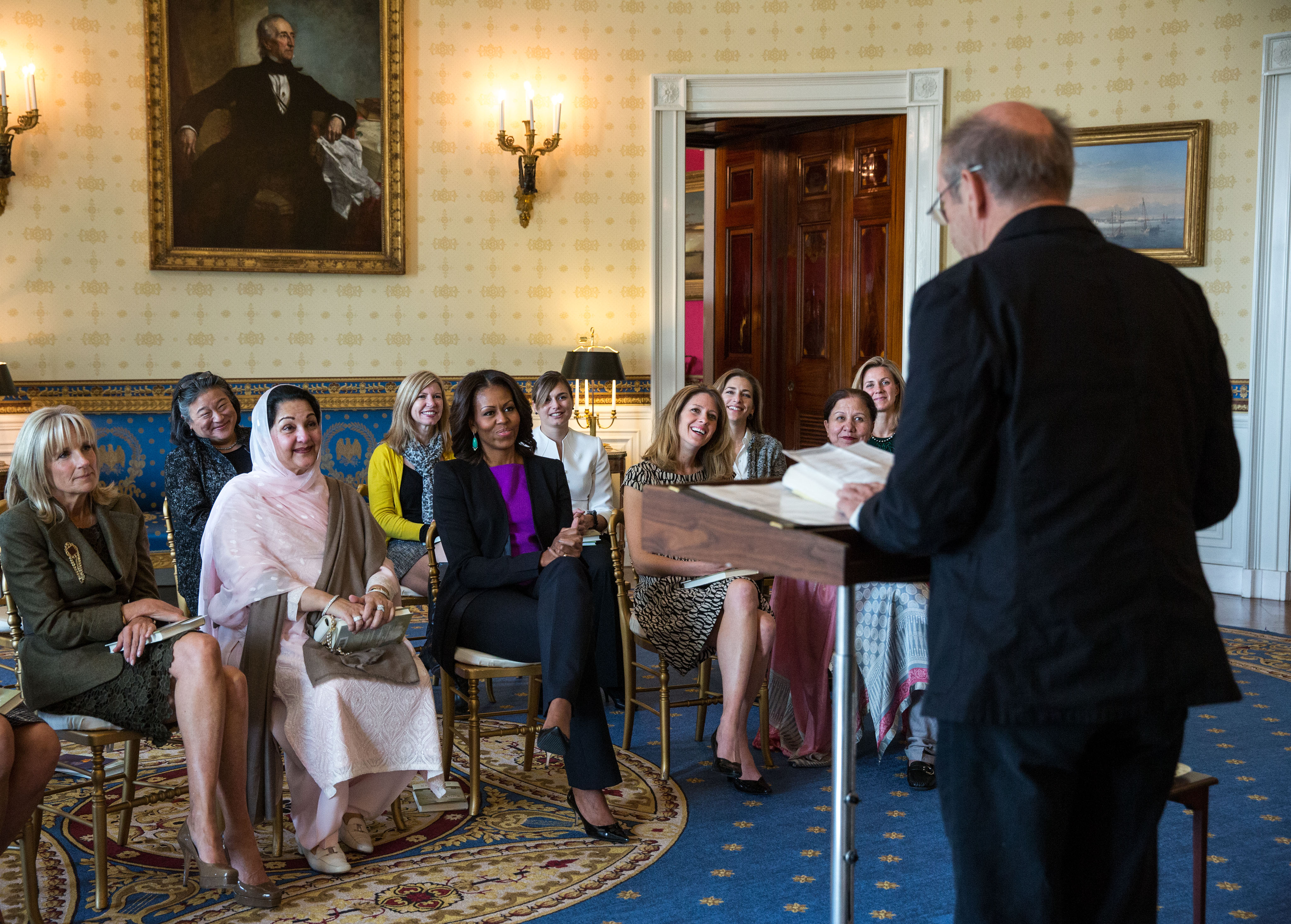
Перша леді Мішель Обама та доктор Джилл Байден проводять поетичний концерт на честь Кулсум Наваз Шариф 23 жовтня 2013 року.

Кулсум вперше стала першою леді Пакистану у 40-річному віці після того, як її чоловік Наваз Шариф став прем'єр-міністром Пакистану 1 листопада 1990 року, коли його партія Ісламі Джамхурі Іттехад отримала 104 з 207 місць в парламенті на загальних виборах 1990 року в Пакистані. Його перший термін на посаді прем'єр-міністра закінчився в липні 1993 року.
Кулсум Наваз вдруге стала першою леді Пакистану після того, як Наваз Шариф був обраний прем'єр-міністром Пакистану, коли його партія Пакистанська мусульманська ліга (Н) перемогла на загальних виборах у Пакистані 1997 року. Його другий термін на посаді прем'єр-міністра закінчився, коли тодішній начальник штабу армії генерал Первез Мушарраф очолив військовий переворот проти нього 12 жовтня 1999 року. Кулсум була заарештована пакистанським армійським корпусом військової поліції і негайно переїхала до свого місця проживання. За словами її доньки Мар'ям Наваз, Кулсум «безстрашно кинула виклик узурпатору, коли багато чоловіків відступили». Наваз Шариф призначив свою дружину президентом Пакистанської мусульманської ліги у 1999 році.
У 2000 році вона очолила громадський мітинг від Лахора до Пешавару, щоб збільшити підтримку виборцями Пакистанської мусульманської ліги. Невдовзі після того, як вона виїхала з місця свого проживання, її автомобіль оточила поліція, і затримала лідера ПМЛ (Н). Кулсум Наваз залишалася президентом Пакистанської мусульманської ліги до 2002 року
Вона втретє стала першою леді Пакистану у 63-річному віці після того, як Наваз Шариф став обраний прем'єр-міністром Пакистану, коли його партія Пакистанська мусульманська ліга (Н) перемогла на загальних виборах у Пакистані 2013 року.

### Політична кар'єра
Кулсум була вперше обрана до Національної асамблеї Пакистану на виборчому окрузі NA-120 (Лахор-III) як кандидат від Пакистанської мусульманської ліги (Н) під час довиборів, що відбулися у вересні 2017 року. Вона набрала 59 413 голосів і перемогла Ясмін Рашид з Пакистану Техрік-е-Інсаф. Місце NA-120 звільнилося після того, як її чоловік Наваз Шариф був дискваліфікований Верховним судом Пакистану у справі про «Панамські документи».
Кулсум не змогла прийняти присягу депутата Національної асамблеї через хворобу. Вона була відома тим, що мала негативну репутацію.

## Смерть і похорон
У серпні 2017 року у Наваз діагностували лімфому, і вона проходила лікування в Лондоні. Під час хвороби також пройшла кілька сеансів хіміотерапії та променевої терапії.
У червні 2018 року Наваз перенесла зупинку серця і була підключена до апарату штучної вентиляції легенів. 10 вересня 2018 року її знову госпіталізували та підключили до апарату штучної вентиляції легенів. Вона померла 11 вересня 2018 року на 69-му році життя в Лондоні, коли її чоловік Наваз Шариф і донька Мар'ям перебували у в'язниці. Її чоловік і дочка отримали умовно-дострокове звільнення, щоб бути присутніми на її похороні.
13 вересня 2018 року в мечеті Ріджентс Парк у Лондоні відбулася заупокійна молитва за Наваз. Після чого її тіло було доставлено з аеропорту Гітроу до Лахора рейсом Pakistan International Airlines. 14 вересня 2018 року в Лахорі близько 17:30 вечора за PKT в Медикал Сіті була здійснена похоронна молитва, яку очолив Маулана Тарік Джаміл перед тим, як її поховали в Джаті Умра.